# Teenage Mutant Ninja Turtles Guide to the Universe
Teenage Mutant Ninja Turtles Guide To The Universe is een RPG gebaseerd op het Teenage Mutant Ninja Turtles-franchise.
Het spel is een uitbreiding van het Teenage Mutant Ninja Turtles & Other Strangeness-spel. Het werd geproduceerd door Palladium Books in 1987.

## Omgeving
De Guide To The Universe introduceert de informatie en omgeving voor ruimtereizen. Tevens introduceert het spel een aantal buitenaardse rassen uit het TMNT-universum zoals de Utroms en de Triceratons. Daarnaast bevat het spel een aantal sciencefiction/avonturenscenario’s, extensieve technologie en regels voor het maken van voertuigen. Het spel past in elke tijdlijn van de TMNT.